# فرنچ گولچ (کالیفرنیا)
فرنچ گولچ (به انگلیسی: French Gulch) یک منطقهٔ مسکونی در ایالات متحده آمریکا است که در شهرستان شاستا، کالیفرنیا واقع شده‌است. فرنچ گولچ ۳۲٫۰۳۵ کیلومتر مربع مساحت و ۳۴۶ نفر جمعیت دارد و ۴۲۵ متر بالاتر از سطح دریا واقع شده‌است.